# Robert Hanssen
Robert Philip Hanssen (Chicago, Ilinois, 18 de abril de 1944-Condado de Fremont, Colorado, 5 de junio de 2023) fue un agente estadounidense del FBI que espió para la Unión Soviética (y posteriormente para la Rusia post-comunista) durante más de veinte años.
Hanssen fue finalmente arrestado el 18 de febrero de 2001 en el Foxstone Park, cercano a su casa suburbana de la localidad de Vienna (estado de Virginia), acusado de haber vendido, durante un extenso período de 22 años, secretos estadounidenses a la Unión Soviética, y luego de la caída de esta, a la Rusia postsoviética. De esa manera, habría obtenido una ganancia personal neta de más de 1,4 millones de dólares, entre dinero en efectivo y diamantes.
A pesar del hecho de haber revelado a la Unión Soviética información de seguridad muy sensible, los fiscales federales acordaron no pedir la pena de muerte para él, a cambio de que se declarase culpable de quince cargos de espionaje y conspiración, lo que ocurrió el 6 de julio de 2001. Posteriormente, resultaría condenado a cadena perpetua, sin la posibilidad de aspirar a una eventual libertad condicional (parole) en el futuro. Se encontraba al momento de su muerte cumpliendo la pena en un régimen de aislamiento total durante 23 horas al día, en ADX Florence, una penitenciaría federal de máxima seguridad, cerca de la localidad de Florence, en el estado de Colorado.
Sus actividades han sido descritas como «posiblemente el peor desastre de inteligencia en la historia de los Estados Unidos».

## Primeros años
Hanssen nació en Chicago, la gran ciudad del estado de Illinois, en una familia luterana de origen nacional mixto, entre danés, polaco y alemán.
Su padre, Howard Hanssen, un oficial de policía de Chicago, solía abusar emocionalmente de su hijo durante la infancia de este.
Una vez, por alguna razón desconocida, su padre le forzó a repetir un examen de conducción. En una etapa posterior de su vida, Robert Hanssen especuló que su padre habría hecho eso con el fin de «endurecerlo». El padre de Robert constantemente menospreciaba a su propio hijo, diciendo que este «nunca haría nada con su vida».
Hanssen asistió al Knox College en Galesburg, estado de Illinois, y estudió química y ruso. Se matriculó en la Facultad de Odontología de la Universidad del Noroeste. Aunque allí le fue bien académicamente, se dio cuenta de que ser dentista no era lo suyo, así que pasados tres años, decidió cambiar de carrera, a Administración de Empresas. La elección resultaría ser correcta, ya que finalmente se graduaría, obteniendo un MBA (Master of Business Administration). Después de graduarse, trabajó inicialmente en una firma contable, pero la abandonaría para unirse al Departamento de Policía de Chicago. Allí sería un «oficial de escritorio», abocado a la investigación de asuntos internos, especializándose en contabilidad forense. Hanssen abandonó ese departamento después de dos años, siendo transferido al FBI en enero de 1976.
Hanssen conoció a Bernadette «Bonnie» Wauck mientras aún cursaba odontología en Chicago. Bonnie provenía de una familia católica y de ocho hermanos. La pareja se casó en 1968 y Hanssen se convirtió al catolicismo, llegando a ser un ferviente creyente. Con el pasar de los años, y ya adulto, Hanssen comenzaría a admirar al Opus Dei, y llegaría a unirse a él.

## Comienzo de su carrera dentro del FBI y sus primeras actividades de espionaje (1979-81)
Hanssen se unió al FBI como agente especial el 12 de enero de 1976 y fue trasladado a la oficina regional del Buró en Gary, Indiana.
En 1978 Hannsen y su creciente familia (de por entonces tres niños, pero que llegaría finalmente a seis) se mudó a Nueva York, cuando el FBI lo desplazó a su oficina «de campo» en esa gran ciudad. Al año siguiente, Hanssen fue desplazado al área de contrainteligencia, y fue asignado a compilar una base de datos sobre la inteligencia soviética para el Buró.
Fue entonces, en 1979, solo tres años después de unirse al FBI, cuando Hanssen comenzó su carrera como espía a favor de la Unión Soviética, tarea que incluso continuaría desempeñando para Rusia una vez caída esta.
Ese mismo año, Hanssen se acercó al GRU (la agencia de inteligencia militar soviética) y le ofreció sus servicios a cambio de dinero. Hanssen jamás alegó motivo ideológico alguno para su delito de traición, diciéndole al FBI, una vez capturado, que su única y exclusiva motivación había sido el dinero.
Durante su primer ciclo de espionaje, Hanssen brindó al GRU una cantidad significativa de información clasificada, incluidas escuchas telefónicas del FBI y una lista del Buró sobre presuntos agentes de la inteligencia soviética.
Su más importante fuga de información fue la traición del agente doble Dmitri Poliakov, cuyo nombre código era Tophat (‘galera’ o ‘sombrero de copa’), el cual en cierta forma refleja la extraordinaria importancia que él tenía para la CIA. Poliakov había sido un informante de la Agencia Central de Inteligencia durante más de veinte años, antes de su jubilación en 1980, y había pasado una enorme cantidad de información clasificada a la inteligencia estadounidense, a medida que iba ascendiendo de rango dentro del Ejército Rojo, hasta llegar a ser General. Por alguna razón que sigue sin poder aclararse, los soviéticos —por negligencia o para proteger a su fuente—, no arrestaron inicialmente a Poliakov (a partir de la información brindada por Hanssen), y solo lo harían a partir de los datos brindados, en 1985, por Aldrich Ames, otro estadounidense al servicio de la URSS. Poliakov fue finalmente detenido en 1986 y ejecutado dos años más tarde, en marzo de 1988. Aldrich Ames, detenido finalmente en febrero de 1994, sería culpado de haber revelado la verdadera identidad de Poliakov a la KGB, mientras que el efectivo rol de Hanssen en ese hecho aún permanecía en secreto, y sería conocido después de su arresto, en 2001.
Otro peligroso encuentro cercano había ocurrido ya durante 1981, cuando su esposa Bonnie lo descubrió in fraganti, en el sótano de la casa que ambos compartían, en plena redacción de una carta a los soviéticos. Hanssen admitiría ante ella que había estado brindando información a los soviéticos (motivado pura y exclusivamente por su ambiciosa «necesidad» de dinero), y que había recibido 30.000 dólares como pago, pero le mintió al decirle que solo les estaba pasando desinformación de inteligencia, a fin de confundirlos. Habiéndose enterado de eso, Bonnie insistió en que su aparentemente muy católico esposo se confesase. El sacerdote del Opus Dei que habría escuchado esa confesión por parte de Hanssen le habría dicho que repartiese el dinero sucio así obtenido en obras de caridad, como acto de penitencia (y así lograr purificarse espiritualmente). Hanssen le dijo a su esposa que le había dado el dinero en cuestión a las Hermanas de la Caridad, de la Madre Teresa de Calcuta, pero se desconoce si efectivamente así lo hizo.

## Un espía dentro de la unidad de contrainteligencia del FBI (1985-91)
En 1981 Hanssen fue trasladado a la oficina central del FBI, en Washington D. C., y se mudó a vivir en los suburbios de la capital estadounidense, en la pequeña localidad de Vienna, en el estado de Virginia.
Su nuevo trabajo en la oficina de presupuesto del FBI le dio acceso a todo tipo de información relativa a varias actividades del Buró, ya que estas eran desglosadas en los documentos sobre la financiación de las mismas. Esto incluía todas las actividades del FBI relacionadas con las escuchas telefónicas y la vigilancia electrónica, que eran la responsabilidad de Hanssen. Pronto adquiriría fama y se volvería conocido, dentro del Buró, como un experto en computadoras.
En 1983 Hanssen fue transferido a la «unidad analítica soviética», que era la responsable directa de estudiar, identificar y de capturar a espías y agentes soviéticos de inteligencia que operasen dentro del territorio de los Estados Unidos. La sección de Hanssen estaba a cargo de la evaluación de los agentes soviéticos que voluntariamente ofrecían información de inteligencia a los EE. UU., a fin de intentar determinar si eran genuinos o si se trataba de doble agentes «plantados» por el KGB.
En 1985 Hanssen fue otra vez transferido a la oficina «de campo» en Nueva York, donde continuaría realizando tareas de contrainteligencia contra los soviéticos. Fue después de esta transferencia, mientras se encontraba en un viaje de negocios que lo llevaría de regreso a Washington, cuando decidió reanudar su carrera de espionaje para la URSS. Esta vez, sería un doble agente operativo al servicio de aquella, y ya no habría vuelta atrás.
Así las cosas, el primero de octubre de 1985 envió una carta anónima al KGB, ofreciéndole sus servicios, por los cuales les exigía 100.000 dólares en efectivo. En su carta, Hanssen dio a los soviéticos los nombres de tres agentes de ese organismo en los Estados Unidos que en secreto estaban trabajando para el FBI: Boris Yuzhin, Valery Martynov y Serguei Motorin. Sin saberlo Hanssen, la verdadera identidad de los tres ya había sido revelada por otro «topo», pero enquistado dentro de la CIA, Aldrich Ames. Como resultado de la traición de Hanssen, Martynov y Motorin fueron sumariamente ejecutados y Yuzhin sería encarcelado durante seis años, antes de poder finalmente emigrar hacia los Estados Unidos.
La carta del primero de octubre de 1985 sería el efectivo comienzo de una activa larga y fructífera relación económica entre Hanssen y los organismos de inteligencia exterior soviéticos/rusos, primero el GRU y KGB y luego, ya en tiempos de la Rusia post-comunista, el SVR. Permaneció ocupado manteniendo correspondencia con el KGB durante los años siguientes.
En 1987, Hanssen fue llamado una vez más a Washington D. C. Esta vez fue asignado a realizar un estudio de todas las penetraciones pasadas o rumoreadas de agentes del KGB dentro del FBI, para así intentar localizar al hombre que había traicionado a Martynov y a Motorin. En ese momento sus superiores no tenían aún sospechas sobre él y no se imaginaban —ni en sus peores sueños—, que él en realidad ya era un traidor. Hanssen, naturalmente, no solo se aseguraría de no desenmascarse a sí mismo con su estudio, sino que también se lo entregó al KGB en 1988, incluyendo la lista de los agentes soviéticos que habían contactado al FBI para informarle de la existencia de eventuales topos enterrados en esa agencia. Asimismo, Hanssen aprovecharía la ocasión para buscarse a sí mismo en la base de datos del FBI, para asegurarse de que su legajo aún seguía estando «limpio».
También en 1987 Hanssen, según un informe del gobierno, «cometió una grave violación a la seguridad» por haber revelado información secreta a un desertor soviético durante un interrogatorio a este. Algunos agentes que eran sus subalternos informaron de esa brecha de seguridad a un supervisor. No obstante, tal vez increíblemente, no se tomó ninguna medida al respecto.
En 1989 Hanssen había entregado a los soviéticos amplia información sobre MASINT (Measurement and Signal Intelligence), un término genérico que se refiere a la inteligencia obtenida por medio de una amplia gama de medios electrónicos, como radares, hidrófonos subacuáticos para la detección de barcos y submarinos, satélites espías e intercepción de señales.
Cuando los soviéticos comenzaron la construcción de su nueva embajada en Washington D. C., en 1977, el FBI cavó un túnel debajo de ella, justo por debajo de su cuarto de codificación. Planearon usarlo para realizar escuchas clandestinas, pero nunca llegarían a utilizarlo por miedo a ser descubiertos y generar un serio incidente diplomático.
Hanssen les reveló esta información detallada a los soviéticos en septiembre de 1989 y recibió un respectivo pago de 55.000 dólares el siguiente mes. En dos ocasiones, Hanssen les brindó a los soviéticos una lista completa de los dobles agentes estadounidenses.
Otro evento importante durante el muy ajetreado año de 1989 sucedió cuando Hanssen comprometió o puso en peligro la investigación del FBI sobre Felix Bloch. Este era un funcionario del Departamento de Estado (Ministerio de Relaciones Exteriores de los EE. UU.), quien había brindado servicios por un prolongado período de treinta años, antes de caer bajo sospecha en 1989, cuando ya la Guerra Fría estaba llegando a su fin. Él sería discretamente observado mientras se encontraba con un conocido agente del KGB, a quién le entregó un bolso negro. (Bloch era filatelista, y más tarde afirmaría que el bolso tan solo contenía álbumes de sellos postales.) En mayo de 1989, ocho días después de la reunión de Bloch con un agente del KGB, Hanssen les dijo a los soviéticos que aquel se encontraba bajo investigación. En junio un agente llamó al propio Bloch y le dijo que no podía verlo más, diciendo: «Se sospecha de [la presencia de] una enfermedad contagiosa». El FBI cree que la llamada era una advertencia. Felix Bloch seguía alegando su inocencia, a pesar de los agresivos interrogatorios e investigación a los que sería sometido durante los meses siguientes. El FBI, sin embargo, nunca pudo encontrar ninguna evidencia comprometedora, por lo que Bloch no sería acusado de haber cometido ningún delito.
El fracaso de la investigación sobre Bloch, y la sospecha del FBI sobre lo que habría encontrado el KGB, terminaría dando impulso a la «caza de topos» que finalmente llevó a la detención de Robert Hanssen.
En 1990, el cuñado de Hanssen, Mark Wauck, quien en esa época también era un empleado del FBI, recomendó al Buró que lo investigase por sus (supuestas) actividades de espionaje. Esto se debió a que la hermana de Bonnie, Jeanne Beglis, en 1990 había encontrado una gran pila de dinero en efectivo en la cómoda del dormitorio de Hanssen y le había comentado a su propio hermano Mark acerca de ese inesperado hallazgo. Cinco años antes, en 1985, Bonnie le había comentado a su hermano que su marido una vez le había hecho un extraño comentario acerca de «jubilarse o retirarse en Polonia», por entonces todavía un satélite soviético detrás de la cortina de hierro, o telón de acero.
Mark Wauck también sabía que el FBI estaba a la caza de un topo entre sus propias filas, por lo que —luego de algunas vacilaciones— habló con su supervisor, pero este no tomó ninguna medida al respecto.
El FBI una vez detenido el doble agente Aldrich Ames, en febrero de 1994, atribuyó inicialmente a él la fuga de información clasificada, y por un tiempo canceló la búsqueda de su topo, perdiéndose el rastro sobre él. Hanssen entonces dispondría de un ventajoso tiempo adicional.

## Continuación de sus actividades de espionaje (1992-2001)
Los profundos cambios políticos que se habían iniciado en el bloque comunista a partir del segunda mitad de la década de 1980 alcanzarían su clímax con el derribo del máximo símbolo del telón de acero, el muro de Berlín, en noviembre de 1989. Finalmente, unos dos años después de aquella notable «bisagra histórica», en diciembre de 1991 el propio régimen comunista soviético colapsó, y la propia URSS —que en realidad era un gigantesco mosaico multinacional o multiétnico— terminó desintegrándose de la noche a la mañana, aunque, naturalmente, con profundas consecuencias e implicancias geopolíticas posteriores.
Robert Hanssen, posiblemente preocupado de que su nombre clave de «Ramón García» pudiese llegar a exponerse durante esos tiempos de agitación y de cambios políticos profundos en Rusia, decidió prudentemente cortar toda comunicación con sus «manipuladores» dentro del ahora antiguo KGB, y no se mantendría en contacto con ellos durante varios años.
Ese mismo 1991 tuvo lugar un incidente entre Hanssen y una mujer agente. Si bien este no fue muy serio, terminó atrayendo la atención de algunos de sus colegas. La agente Kimberly Lichtenberg, a quien Hanssen había intimidado físicamente de manera sutil en el pasado (por ejemplo, inclinándose sobre el escritorio de ella), tuvo que ir a la oficina de él, aparentemente para tratar un asunto administrativo menor. Cuando Lichtenberg salió de la oficina de Hanssen sin el permiso de aquel, Hanssen la siguió, la agarró del brazo y la arrastró de vuelta, gritándole durante todo el camino. Debido a la violenta conducta de él, la agente terminó con un esguince en los tendones de su brazo izquierdo. Ella posteriormente presentó una demanda civil al respecto, la cual no obstante sería desestimada. Por otro lado, Lichtenberg también recibiría una «carta de censura» por haber abandonado intempestivamente la oficina de su superior Hanssen. Este también sería «censurado» y suspendido durante cinco días. Todo la cuestión llegó hasta ahí, y no se tomó ninguna medida adicional al respecto.
Poco después del incidente con Lichtenberg, Hanssen intentó una muy arriesgada aproximación al GRU (inteligencia militar soviética), con el que no había estado en contacto desde su primera incursión en el espionaje, en el período 1979-1981. Hanssen, que siempre había tenido cuidado de mantener su cara y su nombre oculto de los propios rusos, se presentó en persona a la Embajada rusa y se acercó a un agregado militar del GRU en el estacionamiento de aquella. Hanssen, llevando un paquete de documentos, se identificó como «Ramón García», un agente del FBI «desafectado» y ofreció sus servicios como espía. El funcionario ruso, que evidentemente no reconoció el nombre clave de «Ramón García», subió a su automóvil y se fue. Poco tiempo después, la Embajada rusa en Washington D. C. presentó una protesta oficial al Departamento de Estado (ministerio estadounidense de Relaciones Exteriores), creyendo que el hombre que se había presentado en su edificio era en realidad un doble agente que había estado intentando reclutar a algún oficial ruso. De manera sorprendente, a pesar de haber expuesto su propio rostro, dado su nombre código y revelado que pertenecía al FBI, Hanssen evitó ser arrestado, ya que la posterior investigación de la agencia pronto llegó a un callejón sin salida, no encontrando nada.
Ese mismo año, logró introducirse en la computadora de un agente colega del FBI, Ray Mislock, e imprimir un documento clasificado almacenado en ella. Luego le mostraría el material impreso a Mislock, diciéndole: «[ves], no me creías que el sistema [informático] era inseguro». No obstante, los funcionarios del FBI le creyeron cuando él les dijo que solo estaba demostrando las fallas en el sistema de seguridad informática del Buró. Mislock, por su parte, tiempo después teorizaría que Hanssen se había metido en la computadora de su oficina para desde allí buscar información sobre su propio expediente y acerca de si el FBI lo estaba investigando internamente. Para lo cual, habría inventado la historia del documento a modo de excusa, y para cubrir las huellas de esa acción.
Hanssen expresó interés en ser trasladado al nuevo Centro Nacional de Contrainteligencia, fundado en 1994, encargado de la coordinación de ese tipo de actividades. Pero cuando un superior le dijo que tendría que someterse a un polígrafo para poder unirse, Hanssen enseguida cambió de opinión.
Tres años más tarde, el Edwin Earl Pitts, ex topo convicto del FBI, dijo al Buró que sospechaba que Robert Hanssen era un espía porque este había irrumpido en la computadora de otro agente. No obstante la agencia increíblemente tomó eso como una referencia al incidente de Mislock y, otra vez, no se tomó ninguna medida al respecto. De hecho, Pitts fue el segundo agente del FBI en mencionar a Hanssen como candidato a ser un posible topo enquistado (el primero había sido el cuñado de Robert, Mark Wauck).
Aunque Hanssen no había recibido un sanción disciplinaria grave debido a su pasado incidente con Kimberly Lichtenberg, este sí terminó con sus eventuales perspectivas o posibilidades de ascenso hacia posiciones más altas y de supervisión. En lugar de ello, en 1995 fue enviado a la Oficina de Misiones Extranjeras en el Departamento de Estado, como el enlace de alto nivel del FBI, encargado de coordinar los viajes de los diplomáticos de otros países dentro de los Estados Unidos.
En 1997, el personal del servicio técnico de computación del FBI que estaba reparando el ordenador de Hanssen, después de que este hubiese sufrido una «caída» o «cuelgue», descubrió un password breaker (un pequeño programa que, usualmente mediante un «diccionario» o listado interno de términos o palabras, intenta averiguar contraseñas). Su excusa en ese momento fue que él quería para conectar una impresora en color a su computadora, por lo que necesitaba el «rompedor de claves» para obtener la contraseña del administrador del equipo y así obtener los permisos necesarios para que el sistema le permitiese instalar el nuevo dispositivo. Los otros agentes del FBI creyeron esa ingeniosa historia y Hanssen fue eximido, con la advertencia de no volver a hacerlo.
Incluso, entre 1997 y 1999, sería lo suficientemente indiscreto como para escribir su propio nombre dentro de las computadoras del FBI, para ver si su legajo seguía estando «limpio» y buscar datos sobre eventuales sospechas sobre él, o una posible investigación administrativa respecto de su propia persona. Después de tranquilizarse al no encontrar nada, decidió reanudar su carrera de espía, luego de ocho años de inactividad. Ahora ya no contactaría con el KGB soviético, sino con el servicio de inteligencia exterior (SVR) de la Rusia post-comunista).
En el otoño boreal de 1999, logró vincularse con el SVR (el sucesor ruso del KGB soviético). Mientras tanto, increíblemente continuaba realizando búsquedas altamente incriminatorias de archivos en el sistema informático del FBI, poniendo su propio apellido y dirección como clave. Por otro lado, en noviembre del 2000, Hanssen enviaría a los rusos la que sería su última carta.

## Investigación y detención
La existencia de dos topos trabajando simultáneamente para los soviéticos (y luego para los rusos), —Aldrich Ames en la CIA y Robert Hanssen dentro del FBI— lógicamente contribuyó a dificultar los esfuerzos de la contrainteligencia estadounidense durante la década de 1990.
Ames fue finalmente detenido en 1994, y su captura explicó muchas de las pérdidas de «activos» de inteligencia estadounidense durante el decenio de 1980, incluyendo el arresto y la ejecución de Martynov y de Motorin. Sin embargo, el caso de Felix Bloch seguía siendo un completo misterio.
Ames había estado estacionado en la capital italiana, Roma, en el momento de la investigación a Bloch y durante la misteriosa llamada telefónica de advertencia, y era poco probable que tuviese un conocimiento efectivo del caso. La exposición del túnel bajo la embajada soviética en Washington fue un segundo fracaso de inteligencia que tampoco podía ser vinculado a Aldrich Ames.
En 1994, después del arresto de Ames, el FBI y la CIA, formaron un equipo conjunto para intentar atrapar al escurridizo topo que era responsable de esa segunda fuga de documentos confidenciales de inteligencia. Crearon una lista con todos los agentes de los que se sabía tenían acceso a los casos que habían sido comprometidos debido a la prolongada filtración. El nombre en código del FBI para referirse al aún no identificado sospechoso era Graysuit («Traje gris»). Algunos sospechosos aparentemente prometedores en un inicio fueron finalmente despejados de toda duda, y la «caza del topo» logró descubrir a otros traidores infiltrados, como el exoficial de la CIA Harold James Nicholson, pero el cuidadoso —y afortunado— Hanssen seguía escapando a la detección.
Para 1998 los cazadores se habían concentrado en quien resultaría ser otro hombre equivocado, Brian Kelley, un agente de la CIA. Aunque el mismo Kelley había sido quien había identificado al agente del KGB que había recibido la bolsa de Felix Bloch, él —Kelley— había pasado a convertirse en sospechoso de ser la fuente de la crónica fuga que había afectado no solo al caso Bloch, sino también al túnel del FBI debajo de la embajada soviética en Washington, así como a otras tantas operaciones de inteligencia estadounidenses frustradas. El FBI registró su casa, intervino su teléfono y lo mantuvo bajo estricta, pero discreta, vigilancia. En noviembre de 1998, el Buró tendió una ingeniosa trampa a Kelly: le mandaron un hombre con un acento extranjero a la puerta de su casa, advirtiéndole que el FBI sabía que él era un espía, y que se presentase en una estación del metro o subterráneo al día siguiente con el fin de escapar al exterior. Pero Kelley terminó informando del incidente al FBI. En 1999, el Buró finalmente llamó a Kelley para ser sometido a un interrogatorio, en el que directa y formalmente lo acusaron de ser un espía que trabajaba para Rusia. Durante los dos días siguientes, el FBI interrogó a su exesposa, sus dos hermanas y sus tres hijos. Pero Kelley y su familia negaron la seria acusación. Posteriormente fue puesto en licencia administrativa, donde permanecería, falsamente acusado, durante casi dos años, hasta poco después de que Robert Hanssen fuese finalmente detenido.
Un año después de haber interrogado infructuosamente a Brian Kelley, y de no haber logrado armar un caso sólido contra él ni encontrado a otro sospechoso, el FBI decidió probar otra táctica menos ortodoxa: intentar comprar la identidad del topo. Buscaron algunos candidatos probables para realizar esa delicada misión, y finalmente encontraron uno, un empresario ruso y exagente del KGB, cuya identidad real sigue siendo confidencial. Una empresa estadounidense cooperaría con la puesta en escena, al invitarlo a los Estados Unidos para una supuesta reunión de negocios. Llegó a Nueva York y el FBI le ofreció una gran suma de dinero si les revelaba el nombre del hasta ese momento escurridizo topo. El ruso dijo que si bien no sabía su nombre real, no obstante tenía el archivo del KGB/SVR sobre él, el cual había podido sacar clandestinamente de la sede central del SVR en Moscú. El revelador archivo en cuestión abarcaba la correspondencia que el topo había mantenido en el antiguo KGB, entre 1985 y 1991, e incluía una cinta con una grabación de la voz del tal «Ramón García». El FBI aceptó pagar siete millones de dólares por el archivo y para establecer al agente a su familia con nuevas identidades en los Estados Unidos. Para noviembre de 2000, el FBI había por fin obtenido su ansiado —y sumamente caro— archivo, que consistía en un paquete del tamaño de una maleta mediana. Entre la multitud de documentos y de discos de computadora se encontraba una muy interesante cinta de audio, fechada el 21 de julio de 1986, que contenía una conversación entre el furtivo topo y un agente del KGB. Ese mismo noviembre, agentes del FBI por fin pudieron escuchar el contenido de esa cinta. No obstante, ellos claramente esperaban escuchar la voz de Brian Kelley, ya que este seguía siendo el principal sospechoso, en lugar de Robert Hanssen. La voz en la grabación no era la de Kelley, así que, por fin, este quedaba definitivamente descartado. El agente del FBI Michael Waguespack, al escuchar la cinta, pudo reconocer la voz como familiar pero no podía recordar de quién era. Al buscar a través del resto del archivo, encontraron notas del topo en las que usaba una cita del legendario general George S. Patton acerca de los purple-pissing Japanese («japoneses que mean en color púrpura», en alusión a la supuestamente difundida sífilis entre los soldados nipones durante la Segunda Guerra Mundial). El agente del FBI Bob King recordaría a Robert Hanssen decir esa misma cita. Waguespack escuchó otra vez la cinta y ahora sí pudo reconocer a la voz de Robert Hanssen en ella.
El FBI por fin tenía al hombre que durante tanto tiempo había estado buscando. Una vez conocida su verdadera identidad como topo, todo lo demás empezó a encajar: lugares, casos, las fechas, las referencias a Chicago y el alcalde Daley, etc. Además, y no menos importante, el archivo contenía uno de los paquetes originales que Hanssen le había entregado el KGB, envuelto en una bolsa de residuos, la cual contenía dos muy incriminatorias huellas digitales de él.

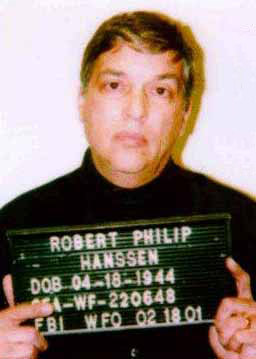
La fotografía policial de Hanssen, tomada durante el mismo día de su detención.

Entonces fue cuando el FBI decidió colocar a Hanssen bajo estricta vigilancia durante las 24 horas, y pronto descubriría que este se había vuelto a poner en contacto con los rusos.
Con el fin de llevarlo de regreso a la sede del FBI, donde ahora podría ser controlado más fácilmente —a la vez que mantenido lejos de datos sensibles—, en diciembre (tan solo un mes después de haber recibido el Buró el revelador «maletín explosivo») se decidió «ascenderlo» como jefe supervisor de la seguridad informática del FBI. En enero de 2001 Hanssen obtuvo un supuesto nuevo asistente, Eric O'Neill, quien en realidad era un joven empleado del FBI asignado a mantenerlo bajo vigilancia cercana. O'Neill se percató de que Hanssen estaba usando una PDA Palm III para almacenar su información. Cuando subrepticiamente pudo hacerse con ella por un breve tiempo, hizo que otros agentes transfiriesen o bajasen el contenido desde esta a otra máquina. Y tras haber logrado decodificar el contenido cifrado, el FBI ya tenía las pruebas adicionales que necesitaba, su figurativamente «pistola humeante».
Robert Hanssen se llegaría a dar cuenta, durante sus últimos días dentro del FBI, de que algo andaba mal respecto de su propia persona. A principios de febrero, le pidió un puesto a un amigo suyo que trabajaba en una empresa de tecnología de computadoras. Hanssen comenzaría a creer que las interferencias que podía escuchar en la radio de su automóvil se debían a que el FBI había instalado micrófonos ocultos en su vehículo (no obstante, una vez ya detenido, los agentes del FBI posteriormente serían incapaces de reproducir los ruidos que Hanssen dijo haber escuchado). Asimismo, en la última carta que les escribió a los rusos (que sería interceptada por el FBI durante su arresto), Hanssen les dijo que había sido promovido a un trabajo «de no hacer nada... lejos del acceso regular a la información [clasificada o valiosa]» y figurativamente que «algo había despertado al tigre durmiente».

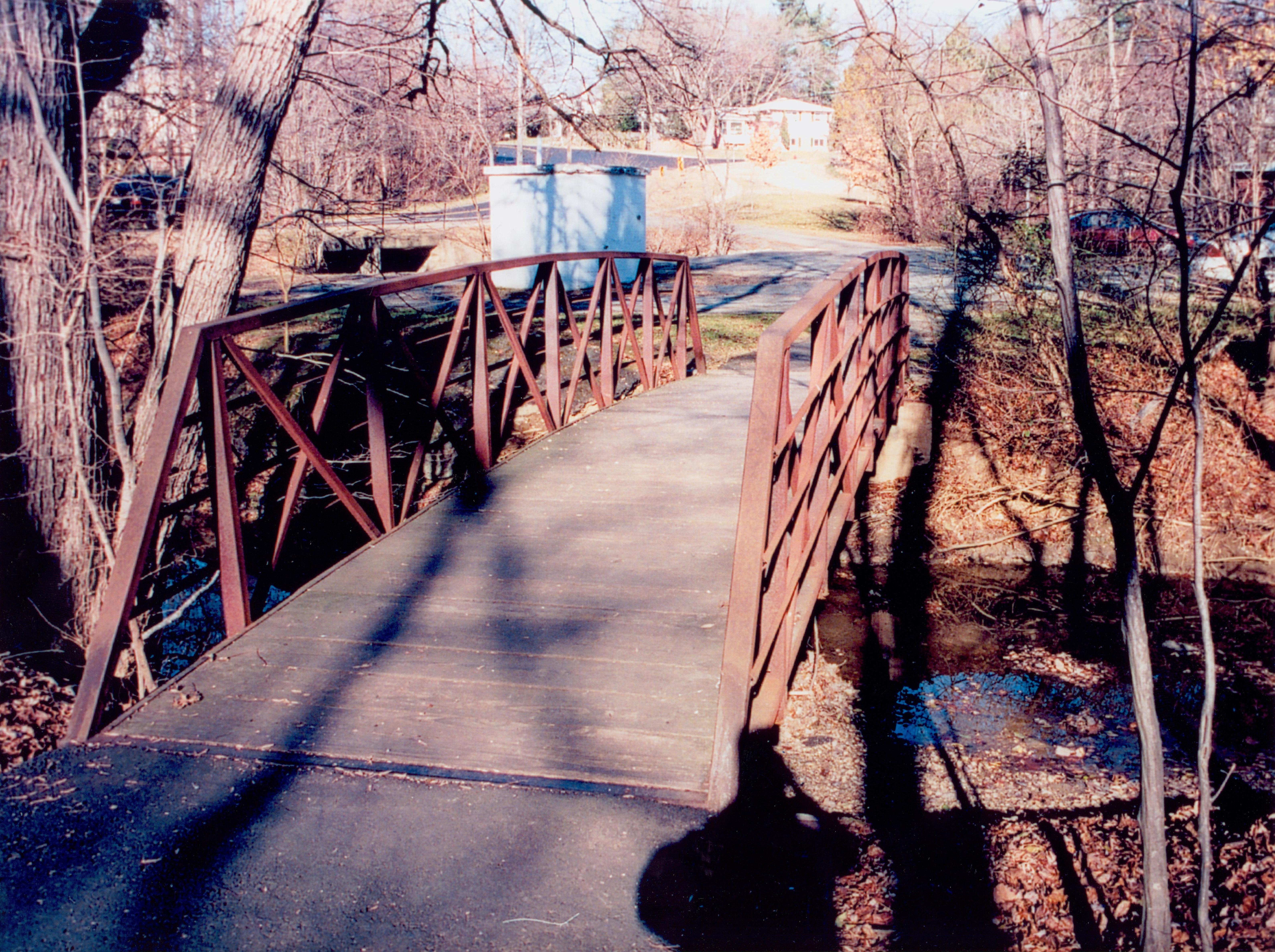
El punto de entrega Ellis, en el Parque Foxstone (estado de Virginia), donde Hanssen solía dejar paquetes a los agentes soviéticos y cobrar su dinero (incluido el día de su arresto).

Sin embargo, sus crecientes sospechas no lo disuadieron o intimidaron lo suficiente como para no realizar su siguiente entrega en su ya tradicional «punto muerto». Después de dejar a su buen amigo Jack Hoschouer en el aeropuerto el 18 de febrero de 2001, Hanssen condujo hasta el parque Foxstone, en el estado de Virginia. Colocó un pedazo de cinta adhesiva de color blanco sobre una señal de estacionamiento, ya que de esa manera indicaba a sus contactos rusos que había nueva información en el punto de entrega. Luego realizó su ya habitual rutina de tomar un paquete que consistía en una bolsa de basura sellada llena de material clasificado y pegarla a la parte inferior de un puente peatonal de madera, que cruza un pequeño arroyo.
El FBI, habiéndolo atrapado en el acto, se abalanzó sobre Hanssen y lo detuvo en ese mismo lugar. En el momento de la detención, Hanssen súbitamente se dio cuenta de que sus días de espionaje contra el FBI habían llegado definitivamente a su fin, y preguntaría lacónicamente: «¿Por qué tardaron tanto?».
El FBI esperó dos días más, para que cualquiera de los manipuladores del SVR de Hanssen se hiciesen presentes en ese sitio, dentro del Parque Foxstone. Cuando no lo hicieron (probablemente porque presintieron que algo andaba muy mal y que lo habían arrestado), el Departamento de Justicia finalmente anunció su detención el día 20 de febrero de 2001.
Hanssen tenía el número de la Agencia Federal de Prisiones 48551-083.

## Culpabilidad y encarcelamiento

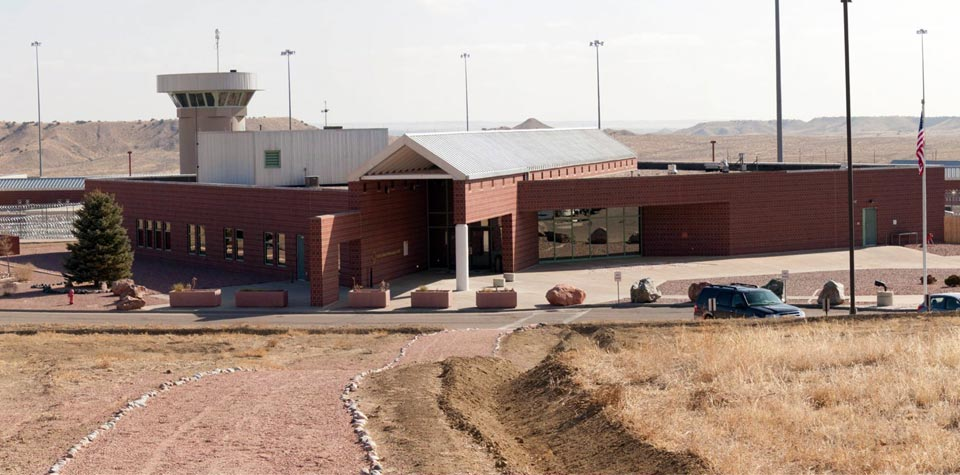
Prisión federal ADX Florence donde Hanssen cumplió condena.

Con la representación de un famoso abogado de Washington D. C., Plato Cacheris, Hanssen negoció un acuerdo que le permitió escapar a la pena de muerte a cambio de cooperar con las autoridades federales. De esa manera, al igual de lo había sucedido con Aldrich Ames en 1994, recibiría una cadena perpetua sin posibilidad de libertad condicional o bajo palabra (parole). Asimismo, Hanssen se halló sometido a una restricción judicial respecto de realizar comentarios públicos.
Hanssen fue el prisionero federal número 48551-083 y cumplía su condena en la penitenciaría federal ADX Florence, del tipo Supermax, en la localidad de Florence, Colorado, donde pasaba 23 horas al día en régimen de aislamiento.
Su esposa Bonnie, junto con sus seis hijos, recibieron la parte restante de la pensión de Hanssen, de 38.000 dólares por año (poco más de 3.000 dólares por mes).

## Vida personal
De acuerdo a un artículo publicado en el diario USA Today, aquellos que conocieron o que fueron vecinos de los Hanssen los describieron como una familia unida. Además, ellos asistían semanalmente a misa y tenían activa participación en el Opus Dei. Sus tres hijos asistieron a The Heights School, una escuela primaria exclusiva para varones, situada en la localidad de Potomac, Maryland. Por su parte, sus hijas concurrieron al Oakcrest School for Girls, un colegio católico. Ambas escuelas están asociadas con el Opus Dei.
Por su parte, la esposa de Hanssen, Bonnie, era una catequista que enseñaba religión en Oakcrest. El propio sacerdote de la escuela Oakcrest diría posteriormente que Hanssen había asistido con regularidad a la misa de las 6:30 a. m. durante más de una década. El agente John McCloskey III agregaría que Hanssen ocasionalmente también concurría a la misa del mediodía del Centro de Información Católico, en el centro de Washington D. C.
Ya después de haber sido encarcelado, Hanssen afirmó que periódicamente admitía sus actividades de espionaje a los sacerdotes que lo confesaban. Él urgía a que sus colegas católicos dentro del FBI a que asistiesen a misa más seguido, mientras que hipócritamente denunciaba a los «ateos rusos», para quienes de hecho estaba trabajando.

### Fallecimiento
Robert Hanssen, el exagente del FBI convertido en espía soviético, murió a los 79 años por causas naturales en la prisión federal de ADX Florence, fue hallado muerto en su celda el día 5 de junio de 2023 aproximadamente a las 6:55 a. m.

### Sus excentricidades sexuales
Sin saberlo su esposa Bonnie, Robert Hanssen terminaría grabando en secreto las relaciones sexuales de ambos, y compartía las cintas de vídeo con un amigo cercano, Jack Hoschouer. Según la propuesta inicial de Hanssen, Hoschouer podía ingresar a hurtadillas al ático y observarlos él y a su mujer teniendo sexo, a través de una pequeña ventana. Tiempo más tarde, este auténtico exhibicionista le simplificaría bastante las cosas a su amigo, instalando una videocámara en el dormitorio, la cual conectó a una línea de circuito cerrado de televisión. A partir de ese entonces el voyeur de Hoschoer podría observar las relaciones íntimas de él con Bonnie desde la comodidad de su propia sala de estar.
También describía explícitamente los detalles sexuales de su matrimonio en diversas salas de chat en internet, brindando información suficiente como para que aquellos que eventualmente conociesen a la pareja en la vida real pudiesen reconocerlos con relativa facilidad. Asimismo, Hanssen frecuentemente visitaba, junto a Hoschouer, clubs de bailarinas exóticas (strippers) en el área de Washington D. C. En uno de esos lugares conocería a una stripper llamada Priscilla Sue Galey, con quien llegaría a pasar mucho tiempo. Ella visitó las instalaciones de entrenamiento del FBI en Quantico y hasta llegaría a realizar un viaje a Hong Kong con Hanssen. Hanssen le dio a Galey dinero, joyas y un automóvil Mercedes Benz usado, pero cortó el contacto con ella antes de ser arrestado por el FBI, cuando ella recayó en el abuso de drogas y en la prostitución. Galey diría que aunque ella le ofreció acostarse con él, Hanssen declinó hacerlo, alegando que lo que en realidad él estaba tratando de hacer era convertirla al catolicismo.

## Modus operandi
Hanssen nunca dijo al KGB o al GRU su verdadera identidad y se negó a reunirse con ellos personalmente, con la excepción del abortado —y temerario— intento de contacto en 1993 con agentes de la ya post-comunista Rusia. 
El FBI cree que los soviéticos/rusos nunca supieron el nombre verdadero de su notable fuente, ya que él usaba exclusivamente el nombre de «Ramón» o «Ramón García» al contactar con ellos. Él les pasaba información de inteligencia y recibía sus pagos a través del viejo pero bastante confiable sistema de los «puntos de entrega muertos», según los cuales Hanssen y sus contactos de la KGB dejaban paquetes en lugares públicos y ubicaban marcas visibles pero no obstructivas en el área (en este caso, pequeños rayones de tiza en un buzón), para hacerle saber a la otra parte que un paquete estaba esperando. En palabras de David Major, uno de sus superiores en el CI3, Hanssen era «diabólicamente brillante». Incluso se había negado a utilizar los puntos de entregas sugeridos por su agente contacto soviético en Washington (Víctor Cherkashin) y, por el contrario, prefirió elegirlos él mismo. Fue él quien seleccionó los códigos a utilizar cuando se intercambiaban las fechas de entrega de sus paquetes de documentos clasificados. Por ejemplo, el código 01/06 indicaba una entrega el 6 de enero a las 1:00 a. m.; el 07/12 implicaba un 12 de julio, a las 7:00 a. m. (en ambos ejemplos coinciden el número del mes y la hora).
A pesar de estos esmerados y cuidadosos esfuerzos de Hanssen respecto de su seguridad personal, a veces llegaba a ser increíblemente imprudente. El error de Hannsen de hacer referencia a la muy específica cita de Patton acerca de los purple-pissing Japanese lo terminaría (in)directamente llevando a su caída y detención. Otra vez había escrito en una carta dirigida a sus contactos de la KGB que ese organismo soviético debía emular el estilo de gestión del alcalde de Chicago Richard J. Daley, un imprudente comentario que fácilmente podría haber guiado a un investigador a que buscase al topo entre la gente proveniente de la ciudad de Chicago (estado de Illinois).
Incluso llegaría a asumir el enorme riesgo de recomendar a sus contactos que tratasen de reclutar a su mejor amigo, Jack Hoschouer, un coronel del Ejército de los Estados Unidos (US Army). Su carrera posterior evidenció un creciente incremento de su negligencia, siendo su acercamiento en 1993 a un agente del GRU (inteligencia militar) en pleno estacionamiento de la embajada rusa en Washington D. C. y su irrupción en la computadora de Ray Mislock los dos más notables incidentes al respecto de su descuido.
En una temprana carta a Cherkashin, afirma: «En lo que respecta a los fondos, tengo poca necesidad o utilidad para más de los 100.000 dólares». Hanssen jamás divulgaría el porqué de sus tratos con los soviéticos.
Algunas fuentes han argumentado psicológicamente, no obstante, que él sentía que sus habilidades eran infrautilizadas y que había buscado una aceptación y apreciación por parte de sus pares que nunca se materializaría. Por lo tanto, comenzó a espiar para la KGB, que naturalmente valoraban más sus «logros profesionales» (el de venderle información clasificada del gobierno federal estadounidense). Además, los soviéticos, reconociendo su falta de afecto y de amigos, trataría de recompensarlo y de reconfortarlo al respecto. Por ejemplo, sus contactos a menudo realizaban pequeñas «charlas psicológicas» con él, diciendo entre otras cosas que «comprendían la situación que lo había llevado a hacer lo que había hecho».

## Imagen en la cultura popular
La historia de Hanssen apareció en la película para televisión Master spy: The Robert Hanssen story (2002), protagonizada por William Hurt, haciendo el papel del topo traidor. Los carceleros de Hanssen le permitieron ver esta película, pero él se enojó tanto con la aparente falta de precisión del filme que terminó apagando el televisor.
Por su parte, la historia del papel del joven agente Eric O'Neill en la captura de Robert Hanssen fue dramatizada en la película Breach, estrenada en los Estados Unidos el 16 de febrero de 2007, en la que Chris Cooper hace el papel de Hanssen y Ryan Phillippe actúa como O'Neill. La actuación de Cooper fue casi universalmente aclamada y la propia película apareció en varias listas de «Lo mejor de 2007» (Best of 2007).

## Lectura adicional
- Viktor Cherkashin y Gregory Feifer Spy handler: Memoir of a KGB officer: The true story of the man who recruited Robert Hanssen and Aldrich Ames (Manipulador de espías. Memoria de un oficial del KGB: La verdadera historia del hombre que reclutó a Robert Hanssen y a Aldrich Ames), Basic Books, 2005, ISBN 0-465-00969-7

- Adrian Havill The spy who stayed out in the cold: The secret life of FBI double agent Robert Hanssen (El espía que se quedó afuera en el frío: La vida secreta de doble agente del FBI Robert Hanssen), St. Martin's Paperbacks, 2002, ISBN 0-312-98629-7

- Lawrence Schiller Into the mirror: The life of master spy Robert P. Hanssen (En el espejo: La vida del maestro de espías Robert P. Hanssen), Diane Pub Co., 2004, ISBN 0-7567-7435-7

- Elaine Shannon y Ann Blackman, The spy next door: The extraordinary secret life of Robert Philip Hanssen, the most damaging FBI agent in US history (El espía del barrio: La extraordinaria vida secreta de Robert Philip Hanssen, el agente del FBI más perjudicial en la historia de EE. UU.), Little Brown and Co., 2002, ISBN 0-316-71821-1

- David A. Vise, David A. (2001), The Bureau and the mole: The unmasking of Robert Philip Hanssen, the most dangerous double agent in FBI history (El Buró y el topo: el desenmascaramiento de Robert Philip Hanssen, el más peligroso doble agente en la historia del FBI), Grove Publishers, 2001, ISBN 0-641-57998-5

- David Wise, Spy: The inside story of how the FBI's Robert Hanssen betrayed America (Espía: La historia interna sobre cómo el agente del FBI Robert Hanssen traicionó a los Estados Unidos), Random House Publishers, 2003, ISBN 0-375-75894-1

- Glenn A. Fine, A review of the FBI's performance in deterring, detecting, and investigating the espionage activities of Robert Philip Hanssen (Revisión de la actuación del FBI en la prevención, detección e investigación de las actividades de espionaje de Robert Philip Hanssen), Departamento de Justicia de los Estados Unidos, Oficina del Inspector General, 2003.

- David A. Vise, David A. From Russia with love... (Desde Rusia con amor...), diario The Washington Post, 6 de enero de 2002.